# Hezb-e Islami Gulbuddin
Hezb-e-Islami Gulbuddin (HIG. em persa: حزب اسلامی گلبدین) é um partido político afegão.
O Hezb-e-Islami original foi fundado em 1977 por Gulbuddin Hekmatyar, que mais tarde se tornaria seu chefe. A outra facção do Hezb-e Islami foi chefiada pelo Mulavi Younas Khalis, que fez uma ruptura com Hekmatyar e estabeleceu seu próprio Hezb-e Islami em 1979. Tornou-se conhecida como facção Khalis, e sua base de poder esteve em Nangarhar. Hezb-e Islami Gulbuddin formou uma parte dos Sete de Peshawar, aliança das forças sunitas mujahidins durante toda a invasão soviética.
Bem financiado pelas forças anti-soviéticas através do Inter-Services Intelligence paquistanês durante a guerra soviética no Afeganistão, o HIG foi "marginalizado da política afegã" pela ascensão dos talibãs em meados de 1990. Assim permaneceu até depois na década de 2000, quando "ressurgiu como um grupo militante agressivo, reivindicando a responsabilidade por muitos ataques sangrentos contra as forças da coalizão e do governo do presidente Hamid Karzai"   no pós-guerra de 2001 no Afeganistão. Sua força de combate é "às vezes estimativa ao número de milhares". 